# タインリン県
タインリン県（タインリンけん、ベトナム語：Huyện Tánh Linh / 縣性靈?）は、ベトナム社会主義共和国ビントゥアン省の県である。面積は1,174.22km²、人口は106,726人（2015年）である。

## 行政区画
1市鎮12社から構成される。